# Солон-Спрінгс (Вісконсин)
Солон-Спрінгс (англ. Solon Springs) — селище (англ. village) в США, в окрузі Дуглас штату Вісконсин. Населення — 656 осіб (2020).

## Географія
Солон-Спрінгс розташований за координатами 46°20′53″ пн. ш. 91°49′46″ зх. д. / 46.34806° пн. ш. 91.82944° зх. д. (46.348024, -91.829463).  За даними Бюро перепису населення США в 2010 році селище мало площу 5,95 км², з яких 4,06 км² — суходіл та 1,90 км² — водойми.

## Демографія
Згідно з переписом 2010 року, у селищі мешкало 600 осіб у 263 домогосподарствах у складі 168 родин. Густота населення становила 101 особа/км².  Було 408 помешкань (69/км²).
Расовий склад населення:
| - 97,5 % — білих - 1,3 % — корінних американців - 0,2 % — чорних або афроамериканців |

До двох чи більше рас належало 1,0 %. Частка іспаномовних становила 0,7 % від усіх жителів.
За віковим діапазоном населення розподілялося таким чином: 23,2 % — особи молодші 18 років, 61,1 % — особи у віці 18—64 років, 15,7 % — особи у віці 65 років та старші. Медіана віку мешканця становила 43,1 року. На 100 осіб жіночої статі у селищі припадало 94,2 чоловіків;  на 100 жінок у віці від 18 років та старших — 86,6 чоловіків також старших 18 років.
Середній дохід на одне домашнє господарство  становив 52 220 доларів США (медіана — 46 250), а середній дохід на одну сім'ю — 68 101 долар (медіана — 58 472). Медіана доходів становила 45 833 долари для чоловіків та 28 750 доларів для жінок. За межею бідності перебувало 8,3 % осіб, у тому числі 4,6 % дітей у віці до 18 років та 11,6 % осіб у віці 65 років та старших.
Цивільне працевлаштоване населення становило 298 осіб. Основні галузі зайнятості: освіта, охорона здоров'я та соціальна допомога — 24,2 %, мистецтво, розваги та відпочинок — 11,1 %, роздрібна торгівля — 10,7 %, транспорт — 10,4 %.